# SBT
SBT（ポルトガル語：Sistema Brasileiro de Televisão）は、1981年に開局したブラジルの大手テレビ局。オザスコに本社を置く。2016年に開局35周年を迎え、2021年には開局40周年を迎える。

## 概要
前身であるトゥピ（Rede Tupi）は、1950年にブラジル最初のテレビ局として開局した。一方、後にSBTを創設するシルヴィオ・サントスは、1976年にリオデジャネイロでTVS（Studio Silvio Santos Cinema e Televisão Ltda）という名称でテレビ局を開局した。
1980年、トゥピが経営難で閉局されると、ネット局だったサンパウロのチャンネル4、ポルトアレグレのチャンネル5、そしてベレンのチャンネル5をTVSが獲得した。
シルヴィオ・サントスは保有するチャンネルをすべて統合することを決定し、翌1981年8月19日、サンパウロのチャンネル4を中心にTVSは再出発。SBT（Sistema Brasileiro de Televisão）の名称でネットワークが形成された。
その後はグローボに次ぎブラジル第2のテレビ局の位置を固めていたが、近年はレコールによる攻勢を受けている。

## 主な番組
オーナーのシルヴィオ・サントスが司会を務めるトーク番組や子供番組、スポーツ、クイズ番組などが中心。また、自主制作したドラマはメキシコなどでも放映されている。